# Résistance à l'insuline

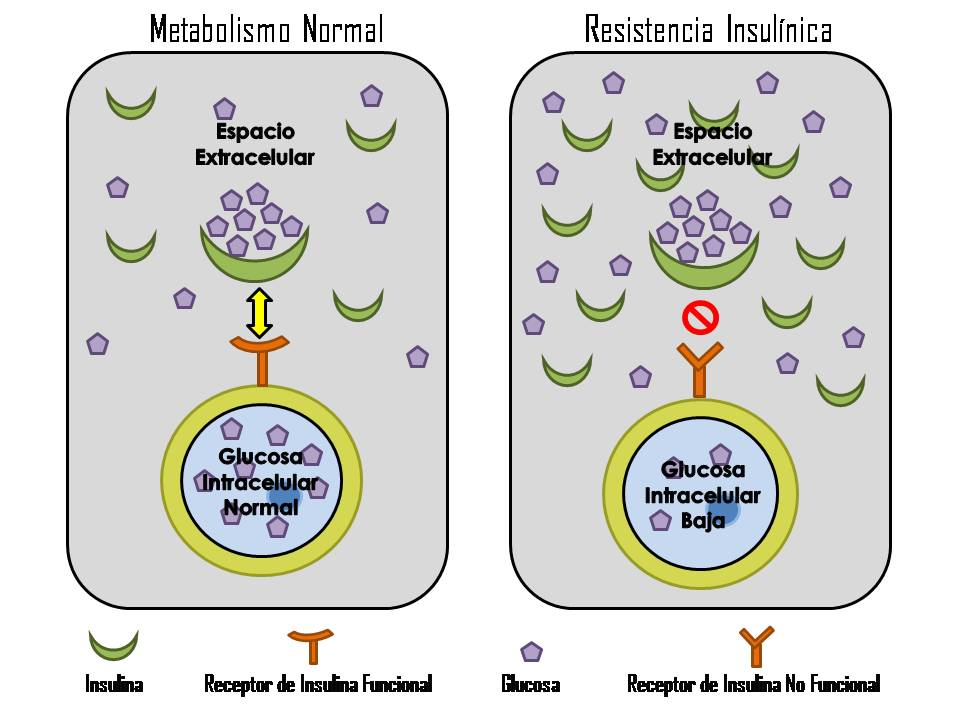
Comparaison entre le métabolisme normal et la résistance à l'insuline.

On nomme résistance à l'insuline l'insensibilisation des récepteurs cellulaires membranaires à l'insuline. Elle peut être due à une inactivation de l'insuline ou à une inactivation de ses récepteurs.
Chez un sujet sain, lors d'un apport important de glucose dans la circulation sanguine, le pancréas sécrète de l'insuline qui se fixe sur ses récepteurs cellulaires et permet l'entrée du glucose dans les cellules (pour y être métabolisé en énergie). Cela permet une stabilisation de la glycémie.

## Diagnostic différentiel
Il faut éliminer un problème d'observance (insuline prescrite mais non faite), une mauvaise technique d'injection (par exemple dans des zones de lipodystrophie ou dans un oedèmes), une insuline de mauvaise qualité (périmée ou non conservée au froid).

## Apparition

### Chez le sujet non diabétique
Chez un sujet obèse (par exemple), on observe une période d'insulino-résistance : le pancréas continue à sécréter de l'insuline mais celle-ci ne fait plus autant d'effet sur ces récepteurs, c'est le phénomène d'insensibilisation. De ce fait, malgré l'insuline, le glucose ne pénètre plus autant dans les cellules, qui deviennent de ce fait sous-alimentées. Par ailleurs, il s'accumule dans la circulation sanguine et lymphatique, d'où augmentation de la glycémie. Cette augmentation stimule à son tour une hypersécrétion de l'insuline du pancréas.
Au bout d'un certain nombre d'années, les cellules pancréatiques s'épuisent. Une intolérance au glucose se manifeste, puis un diabète de type 2 se met en place.

### Chez des sujets diabétiques
Les sujets diabétiques développent une résistance à l'insuline quand ils s'en injectent des doses trop élevées, bien que les délais d'apparition et éventuellement de disparition soient encore peu documentées (2017). Pour cette raison, l'usage du glucomètre est indispensable pour s'injecter des doses jamais excessives, quitte à compléter leur action avec des doses faibles d'antidiabétiques oraux de type metformine.

## Traitement
Le traitement principal consiste en l'instauration d'une alimentation équilibrée, la pratique d'une activité physique et la perte de poids.